# 白色雙珠螺
白色雙珠螺（学名：Mastonia melwardi）为左錐螺科雙珠螺屬下的一个种。